# Pat McGrath
Pat McGrath, född 1966, är en brittisk make-up artist. 
Hon har omtalats som vår tids mest inflytelserika make-up artist av Vogue, och är känd för sitt arbete för modehus som John Galliano, Jil Sander och Christian Dior samt fotografer som Steven Meisel, Helmut Newton och Peter Lindbergh. McGrath slog igenom under tidigt 1990-tal då hon tillsammans med moderedaktören Edward Enninful fick i-D till att bli en internationellt erkänd modetidning. 